# Anolis gingivinus
Anolis gingivinus este o specie de șopârle din genul Anolis, familia Polychrotidae, descrisă de Cope 1864. Conform Catalogue of Life specia Anolis gingivinus nu are subspecii cunoscute.